# 花点无刺鲼
花点无刺鲼（学名：Aetomylaeus maculatus），又名星點圓吻燕魟、魴仔，为鲼科无刺鲼属的鱼类。分布于印度洋、印度尼西亚以及南海和东海等。该物种的模式产地在Panang。
其种加词“maculatus”意为“有斑点纹的”。